# 인과율 (물리학)
인과관계는 철학, 전산학, 통계학에서 자주 사용되기도 하지만, 물리학에서도 언급된다. 고전물리에서는 자연의 법칙에 따라 이전의 사건에 의해 이후의 사건이 발생한다고 가정되었다. 이는 Pierre-Simon Laplace의 주장-즉, 현재 상태를 정확히 알고 있다면, 미래의 모든 상태를 계산할 수 있다는 물리적 결정론-에 의한 것이다.
고전물리에 따르면 원인은 그것의 결과에 선행하면 된다. 하지만 현대물리에서는 인과관계의 개념을 더 명확히 해야 한다. 이는 상대성 이론과 양자역학에 의해서 더더욱 그러하다.